# Heita Kawakatsu
Heita Kawakatsu (川勝 平太 Kawakatsu Heita, 16 de agosto de 1948) es, desde 2009, el actual gobernador de la prefectura de Shizuoka.
Ganó las elecciones de 2009 con el respaldo de los partidos de la oposición: el Partido Democrático, el Partido Socialdemócrata y el Nuevo Partido del Pueblo. En 2013, fue reelegido gracias al Partido Democrático y al Partido Comunista.
- Datos: Q1505020
- Multimedia: Heita Kawakatsu / Q1505020